# Stacy Peralta

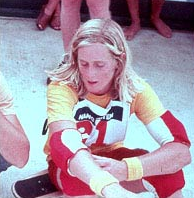
Stacy Peralta

Stacy Peralta (Venice (Los Angeles), 15 oktober 1957) is een Amerikaanse filmregisseur. Hij is ook bekend als voormalig professioneel skateboarder. Hij is een van de originele leden van de Z-Boys en is bekend in de skateboardindustrie als pioniers van de halfpipe.

## Geschiedenis
Op zestienjarige leeftijd begon Peralta met het meedoen aan skateboardwedstrijden. Op zijn negentiende (1976) behoorde hij tot de beste freestyle- en vertical skateboarders ter wereld, samen met bijvoorbeeld Russ Howell en Shogo Kubo. Kort daarna heeft hij samen met George Powell het bedrijf Powell-Peralta opgericht. Met financiële steun van dit bedrijf heeft Peralta de Bones Brigade opgezet, een team met de beste skateboarders uit die tijd. Hij begon, naast het skaten, met het regisseren van films, zoals met films met Tony Hawk. 
In 1992 verliet hij Powell-Peralta om zich fulltime te richten op het regisseren van films. Hij houdt nog steeds van skateboarden, wat blijkt uit de film Dogtown and Z-Boys: een autobiografische film over zijn vroege jaren als professioneel skateboarder.

## Trivia
- Stacy Peralta is een belangrijk personage in Tony Hawk's Underground, waar hij zichzelf speelt als winkeleigenaar om de speler te sponsoren.

- Bibsys: 6020746
- Bibliothèque nationale de France: cb15009513r (data)
- Gemeinsame Normdatei: 137613326
- International Standard Name Identifier: 0000 0001 1951 9046
- Library of Congress Control Number: no2003039857
- Nationale Bibliotheek van Tsjechië: xx0060726
- Nationale Bibliotheek van Israël: 987007366511705171
- Nederlandse Thesaurus van Auteursnamen: 240733657
- Système universitaire de documentation: 098984756
- Virtual International Authority File: 81782550
- WorldCat: E39PBJvhjmWWk9wGCctF6ytMyd